# Parlamento de Kremsier
El Parlamento de Kremsier (Asamblea en Kroměříž) fue una asamblea constituyente convocada en julio de 1848 en reacción a la oposición a la de Constitución de Pillersdorf del 25 de abril de 1848 y duraría hasta su disolución el 7 de marzo de 1849. Su producto principal fue la Constitución de Kremsier, que fue precedida por la Constitución de marzo impuesta. 

## Antecedentes históricos
El Parlamento de Kremsier había sido elegido en junio y convocado en julio en respuesta a la Constitución de Pillersdorf del 25 de abril de 1848. El Parlamento de Kremsier se reunió anteriormente en Viena, pero luego residió en Kremsier, Moravia, para evitar la ley marcial en Viena tras el levantamiento de Viena. Siguiendo la tendencia popular en Europa durante las revoluciones de 1848, en octubre de 1848 los trabajadores se amotinaron en Viena por una monarquía constitucional y bloquearon los transportes de tropas que se dirigían a Hungría. Los trabajadores esperaban que ponerse del lado de la rebelión húngara traería fuerza militar a la revuelta de los trabajadores vieneses. Sin embargo, la revuelta fracasó cuando el general Windisch-Grätz rodeó la ciudad y aplastó violentamente a los trabajadores. Con Viena bajo la ley marcial, la Asamblea decidió mudarse a Kremsier para redactar la nueva constitución.

## La asamblea de Kremsier
El tema central de las deliberaciones de la Asamblea fue la gran variedad de nacionalidades en conflicto que vivían bajo la Monarquía de los Habsburgo. En la primera semana de marzo de 1849, se completó la Constitución de Kremsier. Presentó muchas reformas liberales y progresivas, incluida la formación de una monarquía constitucional, la creación de un parlamento que compartiría el poder con el Emperador, aboliendo el estatus privilegiado y todos los títulos de la Iglesia Católica dentro del Imperio, derivando el poder del Emperador del pueblo en lugar de la "Gracia de Dios", y finalmente, igualando todos los idiomas y nacionalidades a los ojos de la Monarquía. Sin embargo, la Constitución de Kremsier fue de corta duración, con el Primer Ministro Felix von Schwarzenberg disolviendo la Asamblea y anulando la constitución a los pocos días de completar el documento (en algún momento entre el 4 de marzo de 1849 y el 6 de marzo de 1849, según la fuente utilizada). 

## Crítica de la Asamblea
Edward Crankshaw plantea tres críticas importantes de la Asamblea de Kremsier en su libro, "La caída de la casa de los Habsburgo". ('The Fall of the House of Habsburg') Primero, la constitución afirmaba que todo el poder político se derivaba del pueblo, pero exigía una autoridad central. ¿Podría alguien haber pensado honestamente que un Emperador de los Habsburgo con autoridad central investida en él hubiera sido un defensor ideológico y se considerara a sí mismo como una extensión de una "voluntad del pueblo" rousseauana? ¿Es posible comprender los temas de uno si provienen de trece etnias principales? En segundo lugar, la Asamblea tenía cero representantes de Hungría ya que la región estaba en rebelión, por lo que todos los asuntos húngaros fueron completamente ignorados. En tercer lugar, la Asamblea no tuvo en cuenta el panorama más amplio, es decir, no hubo reconocimiento de la Frankfurt intentos de montaje para crear una Alemania unificada (incluyendo los estados alemanes dentro de Austria) y no había conciencia de que el primer ministro, von Schwarzenberg, se elaboró a la Asamblea de Frankfurt.

## Reacción a la Constitución de Kremsier
Tras la disolución de la Asamblea, von Schwarzenberg hizo redactar su propia constitución. La nueva constitución salvó solo una pieza importante de la Constitución de Kremsier: ahora se permitían vernáculos a nivel local para toda discusión no política. Además de esta versión despojada de un artículo en la Constitución de Kremsier, se trazaron cuatro puntos principales en la nueva constitución: 1) al Emperador se le dio autoridad absoluta para tratar con la política militar y exterior. 2) El Parlamento se reuniría una vez al año, pero el Emperador tenía el poder de despedirlos y vetar toda la legislación aprobada por el Parlamento, convirtiendo efectivamente al Parlamento en una sociedad de debate bicameral. 3) el Emperador estaba equipado con un consejo asesor de su elección. 4) El alemán era el idioma oficial del Imperio para la política, la educación y la administración, y el Imperio estaba unido bajo una corona, una constitución y un parlamento. Como se puede ver, el movimiento progresista del Parlamento de Kremsier creó una reacción devastadora contra las crecientes identidades nacionales del Imperio. El Imperio ahora estaba estrictamente controlado en un régimen neo absolutista con una actitud hostil hacia las tendencias nacionalistas. 